# Lars Östlund
Lars Yngve Östlund, född 15 augusti 1921 i Stockholm, död 2 december 2012 i Lund, var en svensk väg- och vattenbyggnadsingenjör.
Efter examen från Kungliga Tekniska högskolan 1945 blev Östlund teknologie doktor 1954 och docent i brobyggnad vid Kungliga Tekniska högskolan 1955. Han var anställd av Skånska Cementgjuteriet i Stockholm 1945–1948, vid institutionen för brobyggnad vid Kungliga Tekniska högskolan 1948–1956, av Byggnads AB Contractor 1957–1965 och var professor i byggnadsteknik i Lund 1965–1986. Han invaldes som ledamot av Kungliga Ingenjörsvetenskapsakademien 1981. Lars Östlund är begravd på Norra kyrkogården i Lund.